# Parafia Podwyższenia Krzyża Świętego w Seroczynie Sterdyńskim
Parafia pw. Podwyższenia Krzyża Świętego w Seroczynie – rzymskokatolicka parafia należąca do dekanatu sterdyńskiego, diecezji drohiczyńskiej, metropolii białostockiej.

## Historia
Parafia Seroczyn była w przeszłości parafią unicką. Pierwsza cerkiew została ufundowana w 1596 roku. Parafia została erygowana w 1611 roku. W 1670 ufundowana nową świątynię. 
W 1921 roku biskup Henryk Przeździecki przekazał świątynię katolikom i ustanowił parafię w Seroczynie. W latach 1991–1993 staraniem parafian i ks. Bogusława Bukowickiego został wzniesiony nowy kościół. Konsekracji kościoła dokonał dnia 14 września 1993 ks. bp Władysław Jędruszuk – biskup drohiczyński.

## Duszpasterze

### Proboszczowie
Proboszczem od 1989 jest ks. kan. Bogusław Bukowicki.

## Obszar parafii

### Miejscowości i ulice
W granicach parafii znajdują się miejscowości:
- Seroczyn,
- Seroczyn-Kolonia